# Das Lied vom tanzenden Toren
Das Lied vom tanzenden Toren ist ein Gesangsstück, das der russisch-jüdische Kinokapellmeister und Komponist Alexander Schirmann 1915 im Verlag von C.M.Roehr publizierte. Es konnte mit Klavier oder mit Harfe begleitet werden. Den Text dazu dichtete der dänische Schauspieler Valdemar Psilander.
Es wurde als Titellied in den beiden Fassungen des Stummfilmdramas Klovnen eingesetzt, die der dänische Regisseur A. W. Sandberg für die Nordisk Film Kompagni realisierte: 1917, wo er mit Laurids Skands auch das Drehbuch schrieb, mit Valdemar Psilander in der Titelrolle, und 1926 mit Poul Knudsen als Coautor und mit Gösta Ekman statt des inzwischen verstorbenen Psilander als Clown Joe Higgins.
Beide Fassungen, sowohl die von 1917 als auch die von 1926, kamen in Deutschland bzw. Österreich unter dem Titel “Der tanzende Tor” in die Lichtspieltheater.

## Deutscher Text
(1)
Seht ihn, den Narren! Die Schelle klingt.
Seht ihn, wie er sein Liebchen schwingt.
Dünkt sich ein König, tut sich hervor:
Tanze, tanze, du armer Tor!
Tanze, tanze, du armer Tor!
(2)
Liebchen brach dir Treue und Schwur.
Sage, Bajazzo, was weinest du nur ?
Blicke aus Leid und Tränen empor:
Tanze, tanze, du armer Tor!
Tanze, tanze, du armer Tor!
(3)
Ist dein Herz auch zum Sterben wund,
Lächle, lächle mit weinendem Mund.
Du, den das Schicksal zum Narren erkor:
Tanze, tanze, du armer Tor!
Tanze, tanze, du armer Tor!
(4)
Mitten in all den bunten Tand
Greift des Todes eisige Hand,
Lockt dich in bleicher Schatten Chor:
Tanze, tanze, du armer Tor!
Tanze, tanze, du armer Tor!

## Tondokumente
Zur Aufführung der ersten Fassung von “Der tanzende Tor” erschienen in Deutschland im Mai bzw. August 1918 zwei Grammophonplatten mit dem Titellied.
- Homokord 15 776 (M 5 K, A 9 5 18)[9] Das Lied vom tanzenden Toren, aus dem Film "Der tanzende Tor" (A. Schirmann). Gesang, mit Orchester.
- Beka 30 144 (mx. 30 144) "Der tanzende Tor" – Lied (Alexander Schirmann). Emil Severin, Bariton mit Orchester, aufgenommen am 30. August 1918[10]

Eine instrumentale Fassung veröffentlichte die Firma Anker Record:
- Anker Record Nr. 906 (Matr.  ?  ) : “Der tanzende Tor”, Entr'Act und Lied von A. Schirmann. Anker-Streichorchester.[11]

Mit dem remake von "Der tanzende Tor" 1926 wurde der Titelschlager erneut aufgelegt. Er erschien im Frühjahr 1927 in Deutschland auf zwei nunmehr elektrisch aufgenommenen Grammophonplatten im Handel:
- VOX 3608 E (mx. 1222 BB) Das Lied vom tanzenden Toren, aus dem Film "Der tanzende Tor" (A. Schirmann). Max Kuttner, Tenor, mit Orchesterbegleitung.  Aufgen. im Januar 1927[12]
- Grammophon 20 801 (mx. 117 bh) Das Lied vom tanzenden Toren, aus dem Film "Der tanzende Tor" (A. Schirmann). Hans Schwarz, Tenor, mit Paul Godwin-Ensemble. Mech.copyr. 1927.